# Záviš ze Zap
Záviš ze Zap, psán také Mistr Záviše, Zawissius, Zawischius, Zabictus nebo Zabyssius, (kolem 1350 Zápy – po 1411 snad Praha) byl český středověký vzdělanec, doktor církevního
práva, kanovník, teolog, básník a hudební skladatel, autor několika liturgických skladeb i české milostné poezie.

## Život
Záviš studoval na pražské univerzitě, kde se roku 1379 se stal na artistické fakultě bakalářem, roku 1381 dosáhl licenciátu a roku 1383 se stal mistrem svobodného umění. Poté v Praze studoval práva. Roku 1387 získal hodnost examinátora. V 90. letech studoval práva v Římě, na počátku 15. století pak znovu v Římě a Padově. V letech 1394–1396 byl kanovníkem v Olomouci, v letech 1397–1402 u sv. Jiljí v Praze, pak znovu v Olomouci. Ačkoli byl původně příznivcem Jana Husa, od roku 1410 vystupoval jako jeho odpůrce. V roce 1411 je zmiňován jako doktor teologie, pak už o něm nemáme zmínky.

## Záviš jako hudební skladatel
Závišovi bylo opakovaně ve druhé polovině 15. a na začátku 16. století připisováno autorství několika skladeb. Tato atribuce dokazuje, že Závišovo jméno vstoupilo do liturgického repertoáru ověnčeno zvláštní aurou, neboť je na české poměry velice ojedinělé, že se nám zachovalo jméno autora.
Záviš byl ve své tvorbě ovlivněn pozdněstředověkou mariánskou úctou, která se značně projevuje v jeho liturgickém díle. Ve svých skladbách velice tvůrčím způsobem přepracovával starší skladby. Jelikož některé z nich se nacházely pouze v repertoáru katedrály sv. Víta, vyplývá z toho, že Záviš měl přístup do knihovního fondu Svatovítské kapituly a dobře se s tam uchovávanými skladbami seznámil.
Závišovy skladby se staly součástí standardních liturgických knih v Čechách a svého rozšíření se dočkaly i za hranicemi českých zemí, což vypovídá nejen o kvalitě skladeb, ale i vážnosti, které se jejich autor těšil.

### Spor o Závišovo autorství
Poprvé hudebního skladatele Záviše (známého jako autora několika středověkých hudebních skladeb) identifikoval s osobou univerzitního vzdělance Záviše ze Zap historik Zdeněk Nejedlý. K této identifikaci se přiklonil i Václav Černý. Proti tomu se pak vyslovil František M. Bartoš, když hudebníka Záviše spojil s osobou roudnického augustiniána Záviše, zpovědníka arcibiskupa Jana z Jenštejna. Proti oběma teoriím se postavil František Mužík, který se snažil dokázat, že závišovské skladby musely vzniknout dříve, než by je oba historičtí Závišové byli schopni složit, a zpochybnil věrohodnost písařů 15. a 16. století, kteří se na Závišovo autorství dovolávali. Po asi čtyřiceti letech se k otázce autorství závišovských skladeb vrátila Hana Vlhová-Wörner, která ve své studii z roku 2007 opravila Mužíkovy chybné teze a přinesla nové argumenty jasně podporující (původní) identifikaci hudebního Záviše se Závišem ze Zap.

### Dílo
Záviš je považován za autora těchto hudebních skladeb:
- Jižť mne všě radost ostává (tzv. Závišova píseň) – považována za skvost české středověké milostné poezie
- Krátká mi sě jest radost stala
- O Maria, mater Christi – nejspíše ze 70. let 14. století
- Kyrie Inmense conditor poli
- Gloria Patri et filio – skladba je sice anonymní, ale naprosto odpovídá stylu Závišových skladeb a dokonce tvoří pár s výše uvedeným Kyrie
- Gloria Clemencia, pax, baiula – anonymní skladba velice blízká Závišově Gloria Patri et filio, Hana Vlhová-Wörner soudí, že se s ní Záviš musel přinejmenším setkat, pokud sám dokonce nebyl jejím autorem[1]